# Tomopterna wambensis
Tomopterna wambensis es una especie de anfibio anuro de la familia Pyxicephalidae.

## Distribución geográfica
Esta especie se encuentra en Kenia y Tanzania. 
Su presencia es incierta en Etiopía.

## Etimología
El nombre de su especie, compuesto de wamb y el sufijo latín -ensis, significa "que vive, que habita", y le fue dado en referencia al lugar de su descubrimiento, Wamba.

## Publicación original
- Wasonga & Channing, 2013 : Identification of sand frogs (Anura: Pyxicephalidae: Tomopterna) from Kenya with the description of two new species. Zootaxa, n.º 3734 (2), p. 221–240.[4]